# ركود الدم الوعائي
ركود الدم الوعائي (بالإنجليزية: Angiostasis) هو تنظيم صارم من قبل الجسم على عملية خلق أوعية دموية جديدة، والذي هو حالة طبيعية لتحقيق (استتباب) للبشر البالغين.
عكس ركود الدم الوعائي هو تكوين الأوعية الدموية، أو توليد أوعية دموية جديدة، كما يحدث بعد الإصابة، وخلال نمو الورم. 